# Shanghai Golden Grand Prix

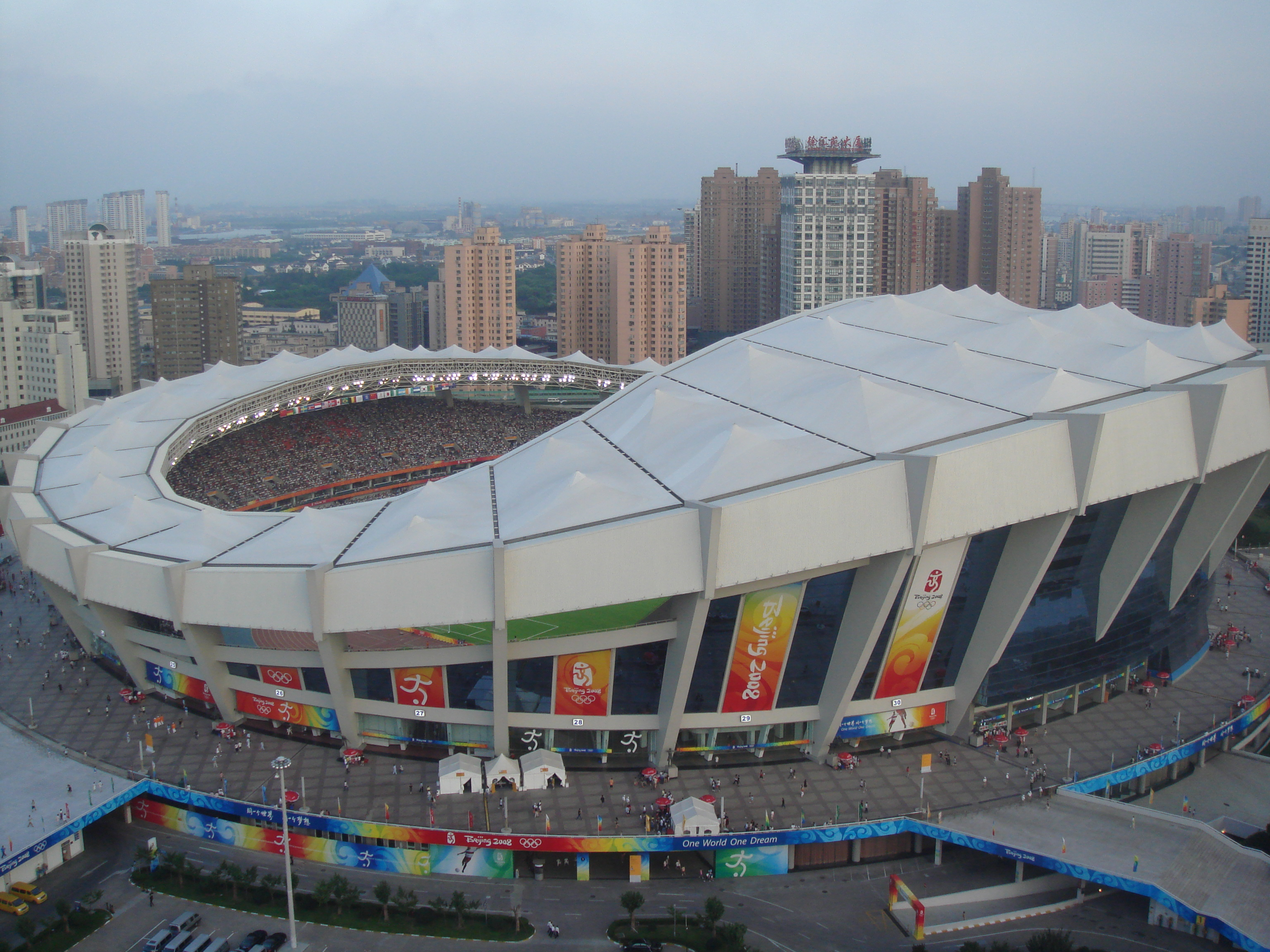
Estádio de Xangai em 2008

O Shanghai Golden Grand Prix é um meeting de atletismo que se desenrola todos os anos em Xangai, China, desde 2005. Faz parte atualmente da Liga de Diamante e é sediado no Estádio de Shanghai, em regra acontece sempre em maio ou setembro.